# Giovanni Ajmone Cat
Giovanni Ajmone Cat (Roma, 5 marzo 1934 – Como, 18 dicembre 2007) è stato un esploratore italiano.
Nel 1969 e nel 1973 raggiunse due volte l'Antartide in barca a vela, diventando il primo italiano a compiere questa impresa.

## Biografia
Figlio del capo di stato maggiore dell'Aeronautica Militare generale Mario Ajmone Cat e della contessa Carla Angela Durini, si dedicò sin da piccolo alla vela sul lago di Como e nel Lazio. Fu ad Anzio (RM) che progettò la spedizione antartica, commissionando una feluca di 16 metri al maestro d'ascia Antonio Palomba. L'imbarcazione, cui diede il nome "San Giuseppe Due" in onore della goletta "San José" a bordo della quale il tenente di vascello Giacomo Bove raggiunse Ushuaia e vi naufragò, era dotata di due vele latine, fiocco, controfiocco e trinchetto.

### Le spedizioni antartiche
L'imbarcazione salpò da Anzio il 27 giugno 1969 e vi fece ritorno il 21 novembre 1971. La spedizione attraversò l'Oceano Atlantico e, dopo uno scalo in Argentina, raggiunse attraversando il Mar del Plata ed il canale di Drake la base antartica di Almirante Brown, in baia Paradiso, e vi piantò la bandiera italiana. 
Fra il 1973 e il 1974 ripeté l'impresa con la "Prima spedizione antartica italiana", un'iniziativa con scopi più puramente scientifici supportata dalla Lega Navale Italiana e dalla Marina Militare italiana. L'equipaggio, cui si erano aggiunti quattro sottufficiali della Marina italiana, salpò il 1º luglio 1973 da Torre del Greco (NA) e sfiorò il circolo polare antartico, raggiungendo la base della British Anctartic Survey ad Argentine Island, senza dunque raggiungere l'Antartide. La spedizione fece ritorno ad Anzio il 27 giugno 1974.

### Ultimi viaggi
Dopo avere conseguito, nel 1979, la Maturità Tecnica Nautica acquisendo il diploma di Aspirante al Comando di Navi Mercantili, nel 1992 prese parte alle Colombiadi e nel 1996 alla Cutty Sark, gemellandosi con il veliero "Simon Bolivar". Successivamente la feluca diventò un museo.

### Morte e commemorazioni
Ajmone Cat morì il 18 dicembre 2007 a Como. Nel 2009 fu intitolato a suo nome un lago sull'isola Deception, nelle Shetland Meridionali, che fu così battezzato "Ajmonecat Lake".